# Bitto Albertini
Adalberto Albertini, detto Bitto (Torino, 5 settembre 1923 – Zagarolo, 22 febbraio 1999), è stato un direttore della fotografia, sceneggiatore e regista italiano.
Ha utilizzato vari altri pseudonimi, tra i quali Al Albert e Albert Thomas.

## Biografia
Si avvicina al mondo del cinema durante la guerra, sia come aiuto operatore che come assistente alla regia; si occupa per la prima volta della codirezione della fotografia nel film La fiamma che non si spegne di Vittorio Cottafavi del 1949.
È direttore della fotografia di svariate pellicole degli anni cinquanta e sessanta, per debuttare nella regia con il film Supercolpo da 7 miliardi nel 1966. Nel 1975 dirige Emanuelle nera, il film che lanciò l'attrice indonesiana Laura Gemser.
Muore a Zagarolo il 22 febbraio 1999.

## Filmografia

### Regista
- Supercolpo da 7 miliardi (1966)
- 3 Supermen a Tokio (1968)
- Goldface - Il fantastico superman (1968)
- I diavoli della guerra (1969)
- Che fanno i nostri supermen tra le vergini della jungla? (1970)
- I vendicatori dell'Ave Maria (1970)
- L'uomo più velenoso del cobra (1971)[1]
- Il ritorno del gladiatore più forte del mondo (1971)
- Il santo patrono (1972)
- Metti lo diavolo tuo ne lo mio inferno (1972)
- Zambo - Il dominatore della foresta (1972)
- 4 caporali e ½ e un colonnello tutto d'un pezzo (1973)
- ...e continuavano a mettere lo diavolo ne lo inferno (1973)
- Crash! Che botte... Strippo strappo stroppio (1974)
- Emanuelle nera (1975)[2][3]
- Che botte ragazzi! (1975)
- Emanuelle nera nº 2 (1976)
- Il mondo dei sensi di Emy Wong (1977)
- 6000 km di paura (1978)
- Giochi erotici nella terza galassia (1981)
- Che casino... con Pierino! (1982)[4]
- Nudo e crudele (1984)
- Mondo senza veli (1985)

### Sceneggiatore
- Turri il bandito, regia di Enzo Trapani (1950)
- Un amore senza fine, regia di Luis Knaut e Mario Terribile (1958)
- MMM 83 - Missione morte molo 83, regia di Sergio Bergonzelli (1966)
- La sfinge d'oro,  regia di Luigi Scattini (1967)
- 3 Supermen contro il Padrino, regia di Italo Martinenghi (1979)
- 3 Supermen in Santo Domingo, regia di Italo Martinenghi (1986)

### Direttore della fotografia
- Se fossi deputato, regia di Giorgio Simonelli (1949)
- La cintura di castità, regia di Camillo Mastrocinque (1949)
- Lebbra bianca, regia di Enzo Trapani (1951)
- Piume al vento, regia di Ugo Amadoro (1951)
- Amore rosso - Marianna Sirca, regia di Aldo Vergano (1952)
- Il peccato di Anna, regia di Camillo Mastrocinque (1952)
- L'eterna catena, regia di Anton Giulio Majano (1952)
- Una donna ha ucciso, regia di Vittorio Cottafavi (1952)
- Agenzia matrimoniale, regia di Giorgio Pàstina (1952)
- Una donna prega, regia di Anton Giulio Majano (1953)
- 10 canzoni d'amore da salvare, regia di Flavio Calzavara (1953)
- La domenica della buona gente, regia di Anton Giulio Majano (1953)
- Acque amare, regia di Sergio Corbucci (1954)
- Baracca e burattini, regia di Sergio Corbucci (1954)
- Cento serenate, regia di Anton Giulio Majano (1954)
- Rigoletto e la sua tragedia, regia di Flavio Calzavara (1954)
- La canzone del cuore, regia di Carlo Campogalliani (1955)
- Ore 10: lezione di canto, regia di Marino Girolami (1955)
- Il cantante misterioso, regia di Marino Girolami (1955)
- Il mantello rosso, regia di Giuseppe Maria Scotese (1955)
- Incatenata dal destino, regia di Enzo Di Gianni (1956)
- Canzone proibita, regia di Flavio Calzavara (1956)
- Il suo più grande amore, regia di Antonio Leonviola (1956)
- Mamma sconosciuta, regia di Carlo Campogalliani (1956)
- Gioventù disperata, regia di Sergio Corbucci (1957)
- Le schiave di Cartagine, regia di Guido Brignone (1957)
- Il corsaro della mezzaluna, regia di Giuseppe Maria Scotese (1957)
- La chiamavan Capinera..., regia di Piero Regnoli (1957)
- L'amore nasce a Roma, regia di Mario Amendola (1958)
- Capitan Fuoco, regia di Carlo Campogalliani (1955)
- Un amore senza fine, regia di Mario Terribile (1958)
- Costa Azzurra, regia di Vittorio Sala (1959)
- Il terrore dei barbari, regia di Carlo Campogalliani (1959)
- La regina delle Amazzoni, regia di Vittorio Sala (1960)
- David e Golia, regia di Ferdinando Baldi e Richard Pottier (1960)
- L'ultimo zar, regia di Pierre Chenal (1960)
- Il ratto delle Sabine, regia di Richard Pottier (1961)
- Le sette sfide, regia di Primo Zeglio (1961)
- Che femmina... e che dollari!, regia di Giorgio Simonelli (1961)
- I fratelli corsi, regia di Anton Giulio Majano (1961)
- I sette gladiatori, regia di Pedro Lazaga (1962)
- Totò di notte n. 1, regia di Mario Amendola (1962)
- Mondo nudo, regia di Francesco De Feo (1963)
- Tempesta su Ceylon, regia di Giovanni Roccardi (1963)
- Il segno di Zorro, regia di Mario Caiano (1963)
- L'invincibile cavaliere mascherato, regia di Umberto Lenzi (1963)
- Divorzio alla siciliana, regia di Enzo Di Gianni (1963)
- Sexy proibitissimo, regia di Mario Amendola (1963)
- Il figlio di Cleopatra, regia di Ferdinando Baldi (1964)
- Sandokan contro il leopardo di Sarawak, regia di Luigi Capuano (1964)
- 002 agenti segretissimi, regia di Lucio Fulci (1964)
- I due evasi di Sing Sing, regia di Lucio Fulci (1964)
- Sandokan alla riscossa, regia di Luigi Capuano (1964)
- Le schiave esistono ancora, regia di Maleno Malenotti, Roberto Malenotti e Folco Quilici (1964)
- Intrigo a Los Angeles, regia di Romano Ferrara (1964)
- Sedotti e bidonati, regia di Giorgio Bianchi (1964)
- Agente segreto 777 - Operazione Mistero,  regia di Henry Bay (1965)
- Uno straniero a Sacramento, regia di Sergio Bergonzelli (1965)

### Montatore
- Metti lo diavolo tuo ne lo mio inferno (1973)
- 3 Supermen in Santo Domingo, regia di Italo Martinenghi (1986)

### Attore
- 3 Supermen in Santo Domingo, regia di Italo Martinenghi (1986)

### Direttore di produzione
- Supercolpo da 7 miliardi (1966)